# Mircea Ciobanu
Mircea Ciobanu (n. 13 mai 1940, București, România – d. 22 aprilie 1996, București, România) a fost un poet, prozator, editor, traducător și eseist român.
Este cunoscut mai ales pentru cele două volume de interviuri cu Regele Mihai I al României (o carte mult reeditată de diverse edituri la începutul anilor '90, reunite mai târziu într-un singur volum de Editura Humanitas); cartea oferă cea mai completă imagine a gândirii politice și personale a Regelui, până azi.

## Biografie
Este fiul Mariei (n. Răportaru) și al lui Gheorghe Sandu, constructor. După absolvirea Liceului „Dimitrie Cantemir” din București, face studii de filologie slavă la Iași (1959), terminate la București, în 1964. Devine redactor la Agerpres (1965-1966), apoi la Editura pentru literatură (1967-1969), la Editura Eminescu și la Cartea Românească, încă de la înființarea acesteia, în 1970.
După 1989 este redactor-șef la Editura Eminescu, de aici trecând la o editură proprie, Vitruviu. În paralel, a fost purtătorul de cuvânt al Regelui Mihai I în România. A publicat în numeroase reviste poezii articole de critică literară și plastică. Traduce din literaturile rusă și greacă.
Debutează cu poezie în revista „Tribuna” (1959) și editorial cu volumul Imnuri pentru nesomnul cuvintelor, apărut în 1966, în care, așa cum a observat criticul literar Nicolae Manolescu, autorul este deja un poet format, nu un începător, precum cei mai mulți debutanți din colecția "Luceafărul" a  Editurii pentru Literatură.
I s-a remarcat de la început cultura poetică, manifestată în exersările pe diverse modele de mare poezie, printre care și modelul greu de urmat al lui Ion Barbu, pe care și-l asuma ca tehnică și viziune, dar cu note clare de originalitate.
Poetul refuză înscrierea tipologică, neacceptând să se revendice de la un maestru, însă barbismul este detectabil în unele dintre poemele sale. Evoluția poeziei lui Ciobanu tinde spre o viziune eterogenă opusă apolinismului geometric al lui Ion Barbu, vizibilă mai ales în volumul Patimile (1968). Critica a intrat în acel moment într-o criză de interpretare, poezia lui Ciobanu fiind considerată drept o pură incantație muzicală, nemaiurmând un sens anume.

## Scrieri
- Imnuri pentru nesomnul cuvintelor, E. P. L., București, 1966
- Patimile, Editura Tineretului, București, 1968
- Martorii, E. P. L., București, 1968
- Epistole I, E. P. L., București, 1968
- Cartea fiilor, Editura Cartea Românească, București, 1970, ediția a II-a la Editura Vitruviu, București, 1998
- Etica, Editura Albatros, București, 1971
- Armura lui Thomas si alte epistole, Editura Eminescu, București, 1971
- Martorii, ediția a II-a, complet revăzută, 1973
- Tăietorul de lemne, Editura Cartea Românească, București, 1974
- Cele ce sînt, Editura Eminescu, București, 1974
- Istorii, vol. I, Editura Eminescu, București, 1977, ediția a II-a, Editura Vitruviu, București, 1999
- Istorii, vol. II, Editura Cartea Românească, București, 1978, ediția a II-a, Editura Vitruviu, București, 1999
- Patimile, Editura Cartea Românească, București, 1979
- Istorii, vol. III, Editura Eminescu, București, 1981, ediția a II-a, Editura Vitruviu, București, 1999
- Versuri, Editura Eminescu, București, 1982
- Istorii, vol. IV, Editura Cartea Românească, București, 1983
- Vîntul Ahab, Editura Eminescu, București, 1984.
- Marele scrib, Albatros, colecția "Cele mai frumoase poezii", București, 1985
- Istorii, vol. V, Editura Eminescu, București, 1986
- Martorii. Epistole. Tăietorii de lemne, Editura Minerva, București, 1988
- Viața lumii, Editura Cartea Românească, București, 1989
- Nimic fără Dumnezeu. Convorbiri cu Mihai I al României, Humanitas, București, 1992 - vol. I
- Nimic fără Dumnezeu. Noi convorbiri cu Mihai I al României, Humanitas, București, 1993 - vol. II
- Tînărul bogat (vol. VI din Istorii), Editura Cartea Românească, București, 1993
- Poeme, Editura Princeps, Iași, 1994
- În fața neamului meu, Editura Princeps, Iași, 1995, ISBN 973-96865-2-4
- La capătul puterilor. Însemnări pe Cartea lui Iov, Editura Vitruviu, București, 1997
- Anul tăcerii, Editura Vitruviu, București, 1997
- Convorbiri cu Regele Mihai I al României, Humanitas, 2004, ediția a III-a, ISBN 978-973-50-2122-1 (reunește vol. I și vol. II)
- Convorbiri cu Mihai I al României, Humanitas, 2008, ediția a III-a, ISBN 978-973-50-2122-1 (reunește vol. I și vol. II)

Este prezent în:
- Streiflicht – Eine Auswahl zeitgenössischer rumänischer Lyrik (81 rumänische Autoren), - "Lumina piezișă", antologie bilingvă cuprinzând 81 de autori români în traducerea lui Christian W. Schenk, Dionysos Verlag 1994, ISBN 3980387119